# 訃報 1984年3月
訃報 1984年3月（ふほう 1984ねん3がつ）では、1984年（昭和59年）3月中に物故した、又は物故が報じられた人物についてまとめる。

## （1日 - 15日）
- 3月1日 - 山崎覚太郎、漆芸家（* 1899年）
- 3月1日 - ジャッキー・クーガン、俳優（* 1914年）
- 3月3日 - 星野立子、俳人（* 1903年）
- 3月3日 - 皆川洸[要出典]、法学者（* 1920年）
- 3月4日 - 唐牛健太郎、学生運動家・元全学連委員長（* 1937年）
- 3月5日 - 田辺尚雄、音楽学者（* 1883年）
- 3月5日 - ピエール・コシュロー、ノートルダム大聖堂 (パリ)のオルガン奏者、作曲家（* 1924年）
- 3月5日 - シャルル・ラヴィエ、フランスの指揮者（* 1924年）
- 3月5日 - ティート・ゴッビ、オペラ歌手（* 1913年）
- 3月5日 - ウィリアム・パウエル、俳優（* 1892年）
- 3月6日 - マルティン・ニーメラー、ルター派牧師・神学者（* 1892年）
- 3月9日 - 伊藤公平、歌人・随筆家・小説家・作詞家（* 1901年）
- 3月9日 - イモージェン・ホルスト、グスターヴ・ホルストの娘、音楽学者（* 1907年）
- 3月14日 - アウレリオ・ペッチェイ、経済学者・ローマクラブ創設者（* 1908年）
- 3月15日 - ケネス・カーペンター、陸上競技選手（* 1913年）

## （16日 - 31日）
- 3月16日 - 山口華楊、日本画家（* 1899年）
- 3月17日 - 伊馬春部、劇作家（* 1908年）
- 3月19日 - 柳谷清三郎、能代市市長（* 1900年）
- 3月20日 - スタン・コベレスキ、メジャーリーガー（* 1889年）
- 3月20日 - 田宮博、理学博士・植物学者（* 1903年）
- 3月24日 - サム・ジャッフェ、俳優（* 1891年）
- 3月26日 - セク・トゥーレ、ギニア共和国初代大統領（* 1922年）
- 3月27日 - 木村庄之助 (26代)、大相撲の立行司（* 1912年）
- 3月29日 - 那須皓、農学者（* 1888年）
- 3月30日 - 金山次郎、元広島カープ内野守備コーチ（* 1922年）
- 3月30日  - 服部智恵子、バレエダンサー（* 1908年）
- 3月30日 - カール・ラーナー、キリスト教神学者（* 1904年）